# Ina Marie von Bassewitz
Ina Marie von Bassewitz (Ina Marie Helena Adéla Elisa; 27. ledna 1888, Bristow – 17. září 1973, Mnichov) byla německá aristokratka a manželka prince Oskara Pruského.

## Původ a rodina
Hraběnka Ina Marie Helena Adéla Elisa von Bassewitz se narodila 27. ledna 1888 v meklenburském Bristow jako dcera hraběte Karla Jindřicha Ludvíka von Bassewitz-Levetzow a jeho manželky hraběnky Markéty Cecílie Luisy Alexandriny Frederiky Susette von der Schulenburg. Jejím bratrem byl hrabě Werner von Bassewitz-Levetzow.

## Manželství
31. července 1914 se šestadvacetiletá hraběnka provdala za prince Oskara Pruského, syna císaře Viléma II. a jeho manželky Augusty Viktorie Šlesvicko-Holštýnské. Občanský i náboženský obřad se uskutečnil v paláci Bellevue v pruském Berlíně. Zpočátku byl svazek považován za morganatický, ale 3. listopadu 1919 bylo manželství v souladu s domácími zákony rodu Hohenzollernů prohlášeno za dynastické. Před sňatkem, 27. července 1914, získala Ina titul hraběnky z Ruppinu, a 21. června 1920 titul pruské princezny s oslovením Královská Výsost. Pár měl čtyři dětiː
- Oskar Vilém Karel Hans Kuno Pruský (12. července 1915 – 5. září 1939); zemřel během druhé světové války.
- Burchard Fridrich Max Werner Georg Pruský (8. ledna 1917 – 12. srpna 1988); oženil se, ale neměl potomky.
- Herzeleide Ina Marie Žofie Šarlota Elsa Pruská (25. prosince 1918 – 22. března 1989); provdala se a měla potomky.
- Vilém Karel Adalbert Erich Detloff Pruský (20. ledna 1922 – 9. dubna 2007); oženil se a měl potomky; byl posledním žijícím vnoučetem císaře Viléma II.; byl také třicátým šestým Herrenmeisterem řádu johanitů.

## Poslední léta
Inin manžel Oskar zemřel 27. ledna 1958, přesně na její sedmdesáté narozeniny. Ina jej přežila o patnáct let a zemřela 17. září 1973 v bavorském Mnichově.